# メリリャ博物館
メリリャ博物館（メリリャはくぶつかん スペイン語: Museo de Melilla）は、スペインのメリリャにある博物館。
旧ペニュエラス倉庫（Almacén de las Peñuelas）を転用した施設は、メリリャ・ラ・ビエハ城塞の第一要塞区域（Primer Recinto Fortificado）にある。収蔵品は、この都市の歴史と何世紀にもわたる発展を網羅し広範にわたる。展示物の考古学的遺物や歴史資料に加え、芸術作品はこの都市の豊かな文化的多様性を反映している。

## 歴史
20世紀初頭、ラファエル・フェルナンデス・デ・カストロは、サン・ロレンソの丘で出土した遺物や資料を集めて、アルビトリオス委員会の本部サラマ館（Casa Salama）に収蔵を始めたが、資料の収蔵品台帳を作らず公開展示も行わなかったため、正式に博物館と見なされることはなかった。
その後、メリリャ博物館の前身はエルナンデス公園の音楽堂の地下に移って一般に公開されたが、場所が適切でなかったため、1950年代にコンセプシオン・アルタ要塞に移転した。このときの博物館は、考古学と文書の2部門に加え、軍事資料や紋章などの収蔵品を展示する歴史博物館であった。
要塞に収容されたのは1987年までであり、次にヴェラ塔に移転した後にさらに現在の所在地であるペニュエラス倉庫に移され、2011年以降はここに落ち着いた。2018年9月11日にロマの人々に捧げた部門を設けている。

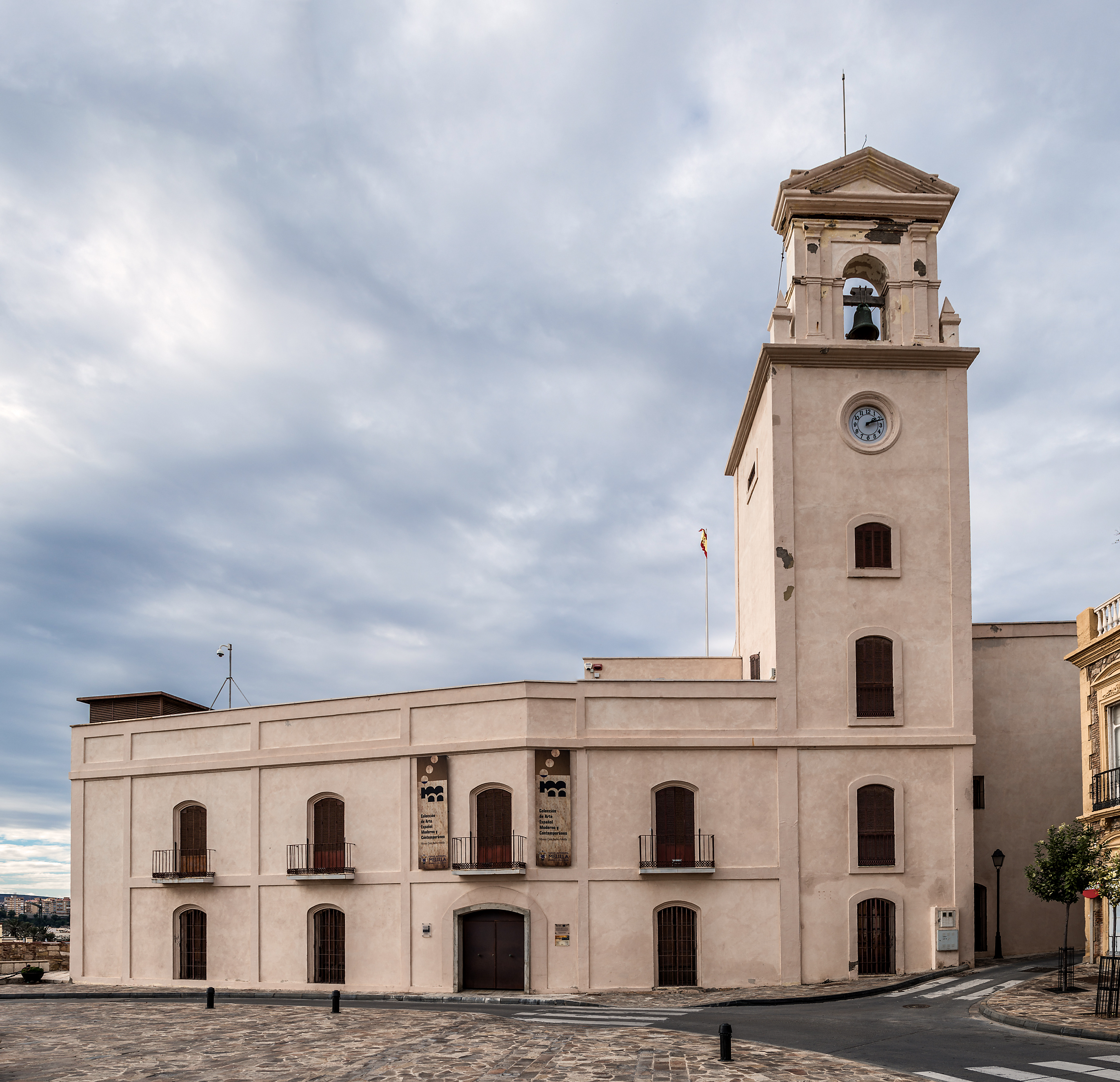
かつての所在地、ヴェラ塔

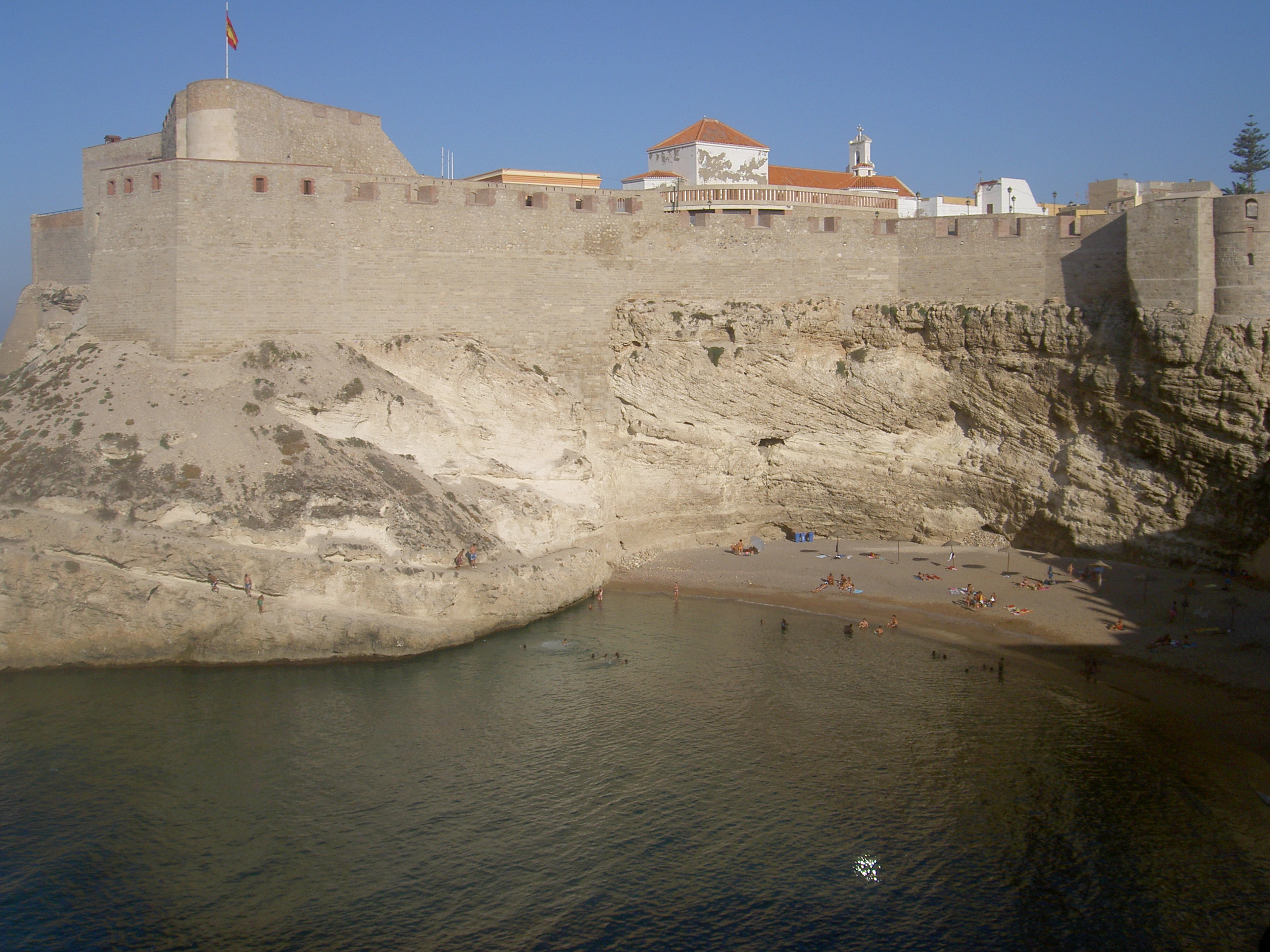
2011年以降の所在地（画面向かって左）

## セクション

### スファラディ、ベルベル、ジプシー文化の民族学博物館

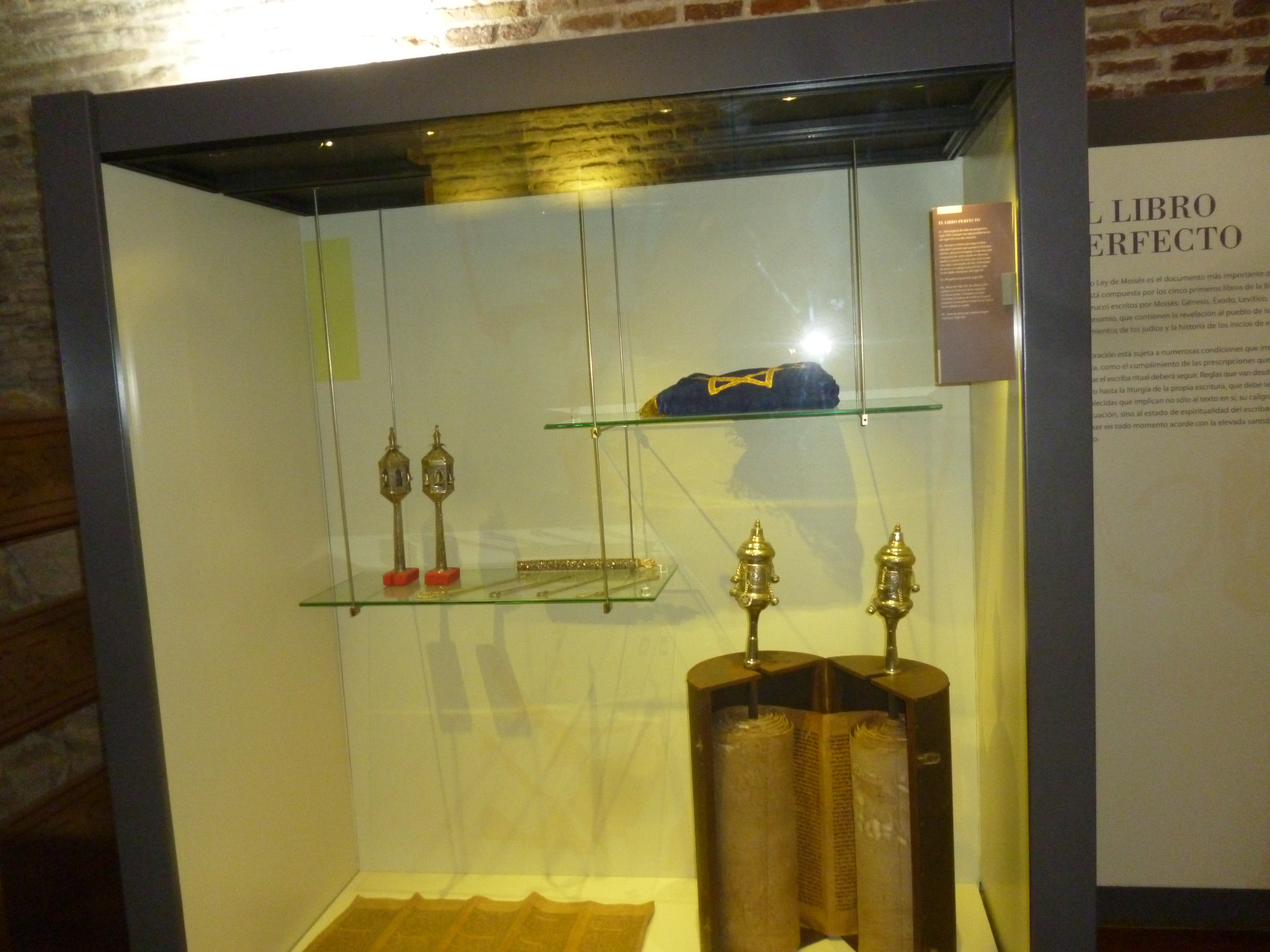
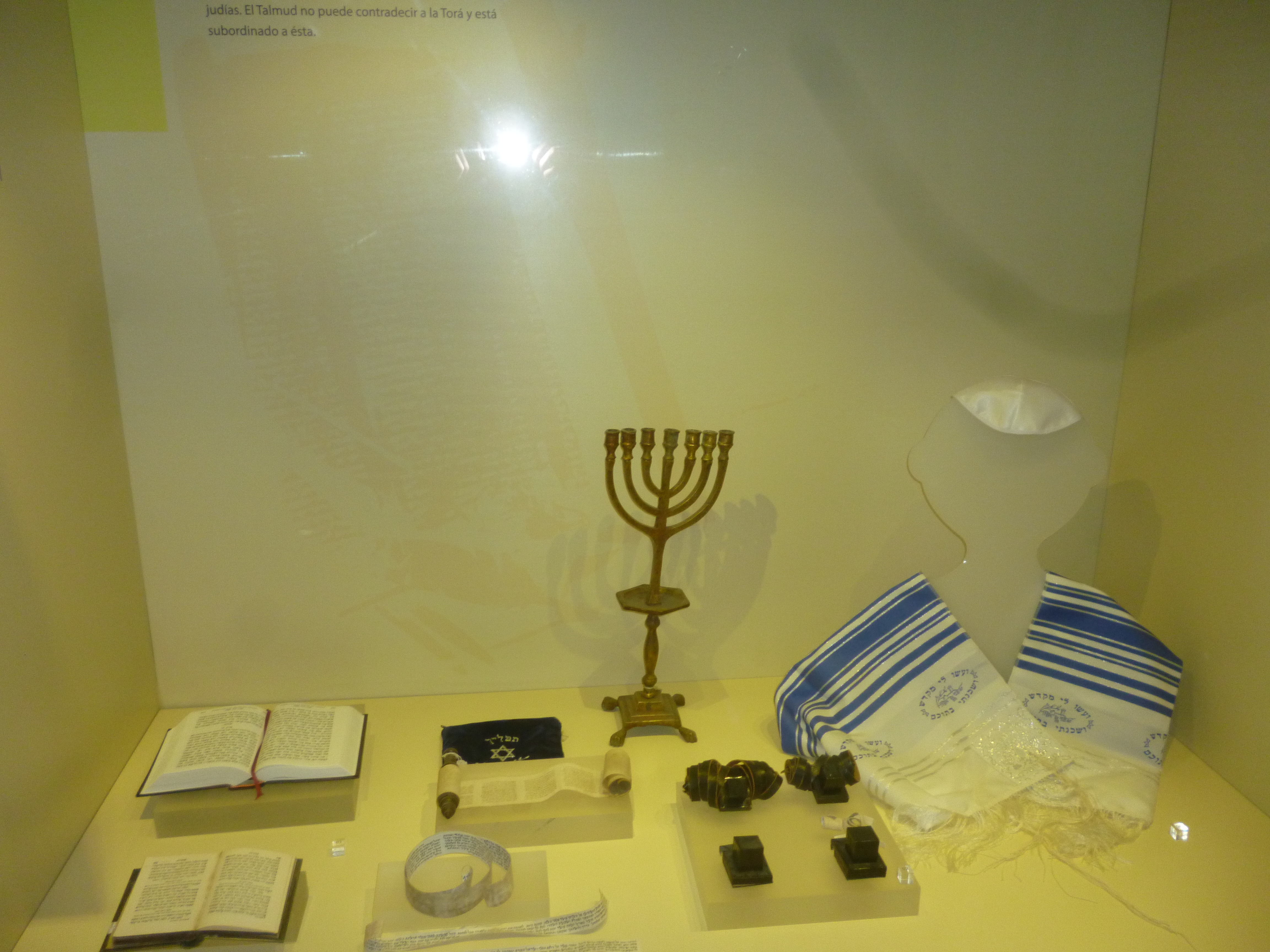
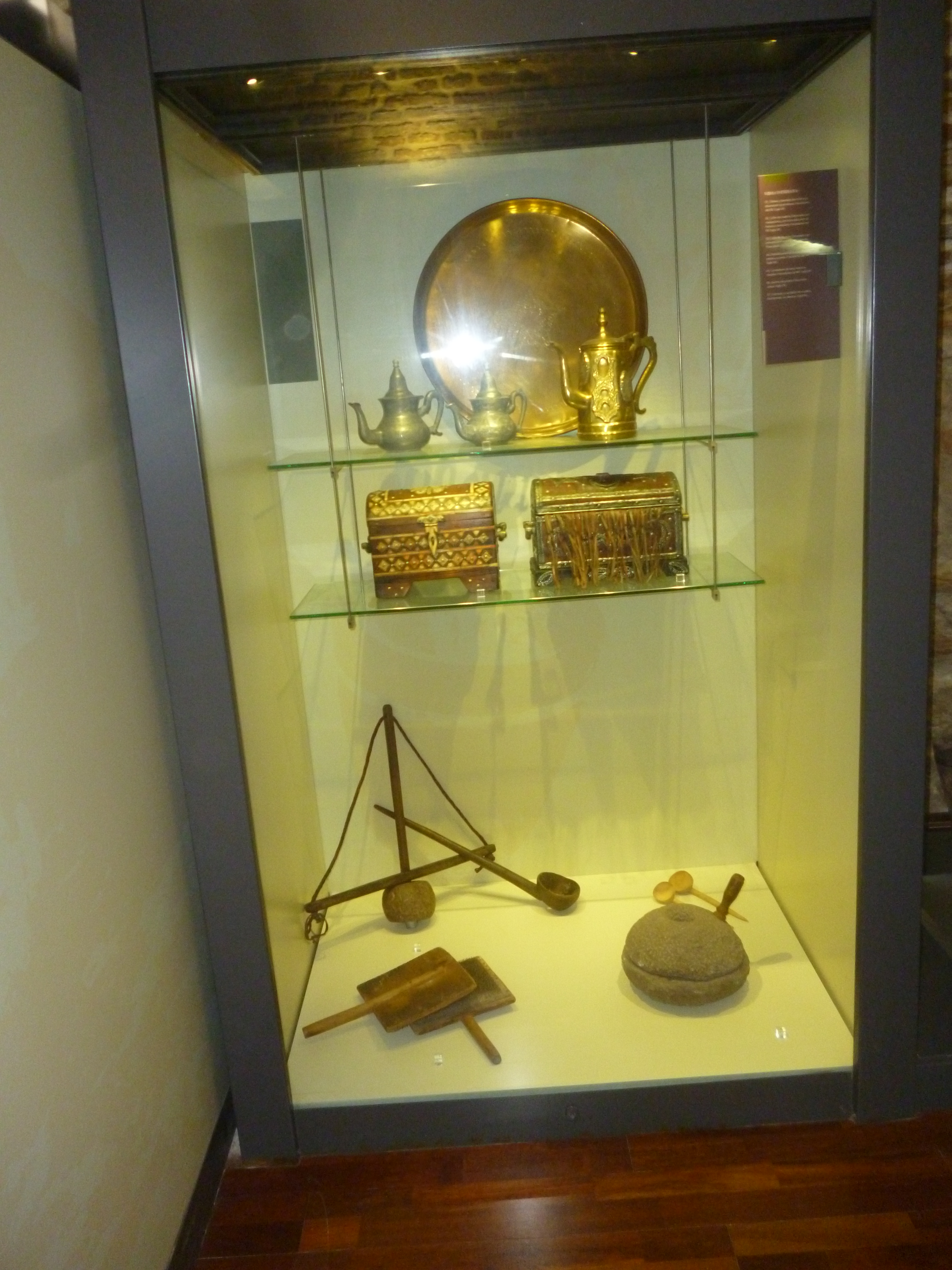
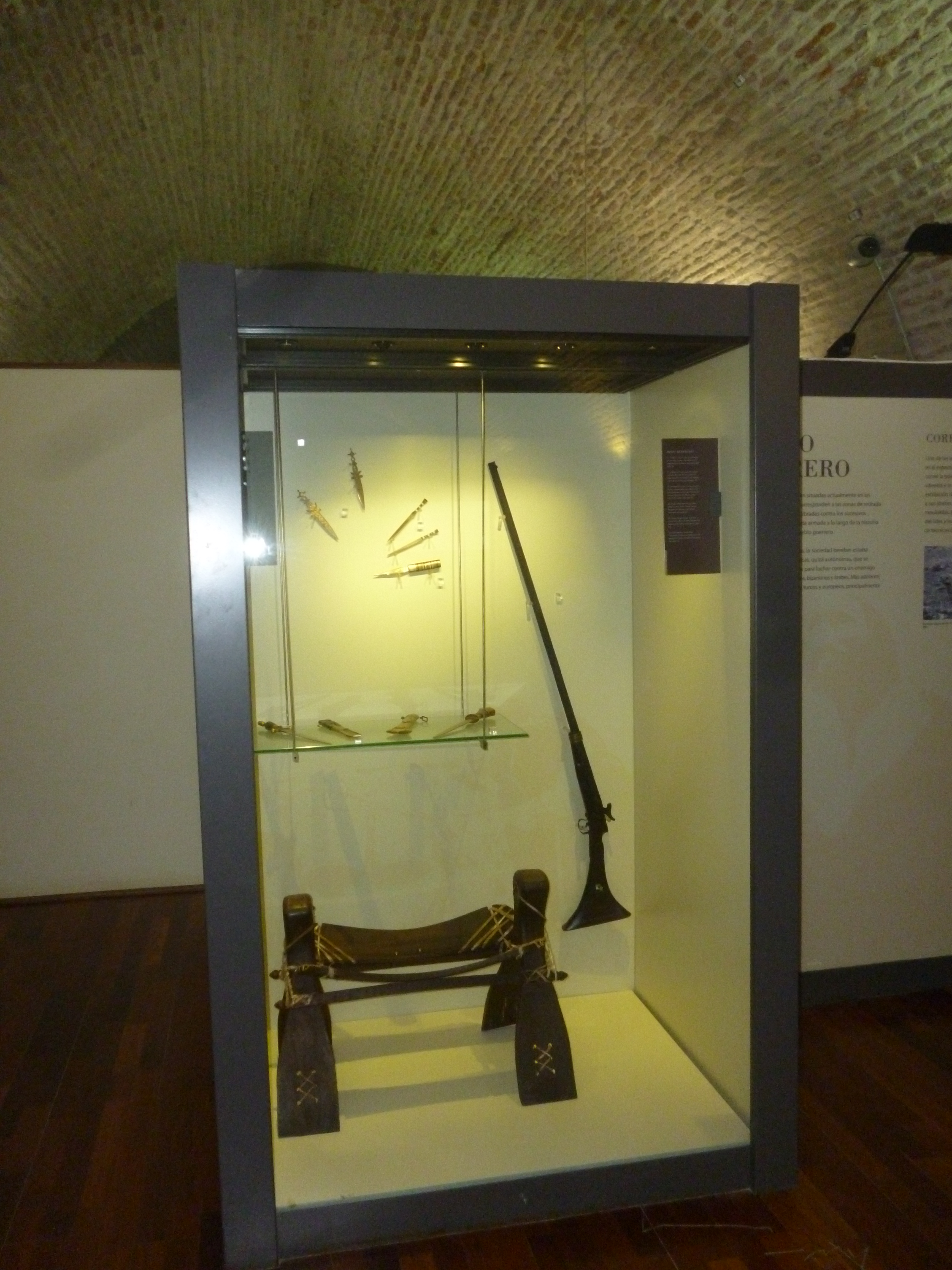
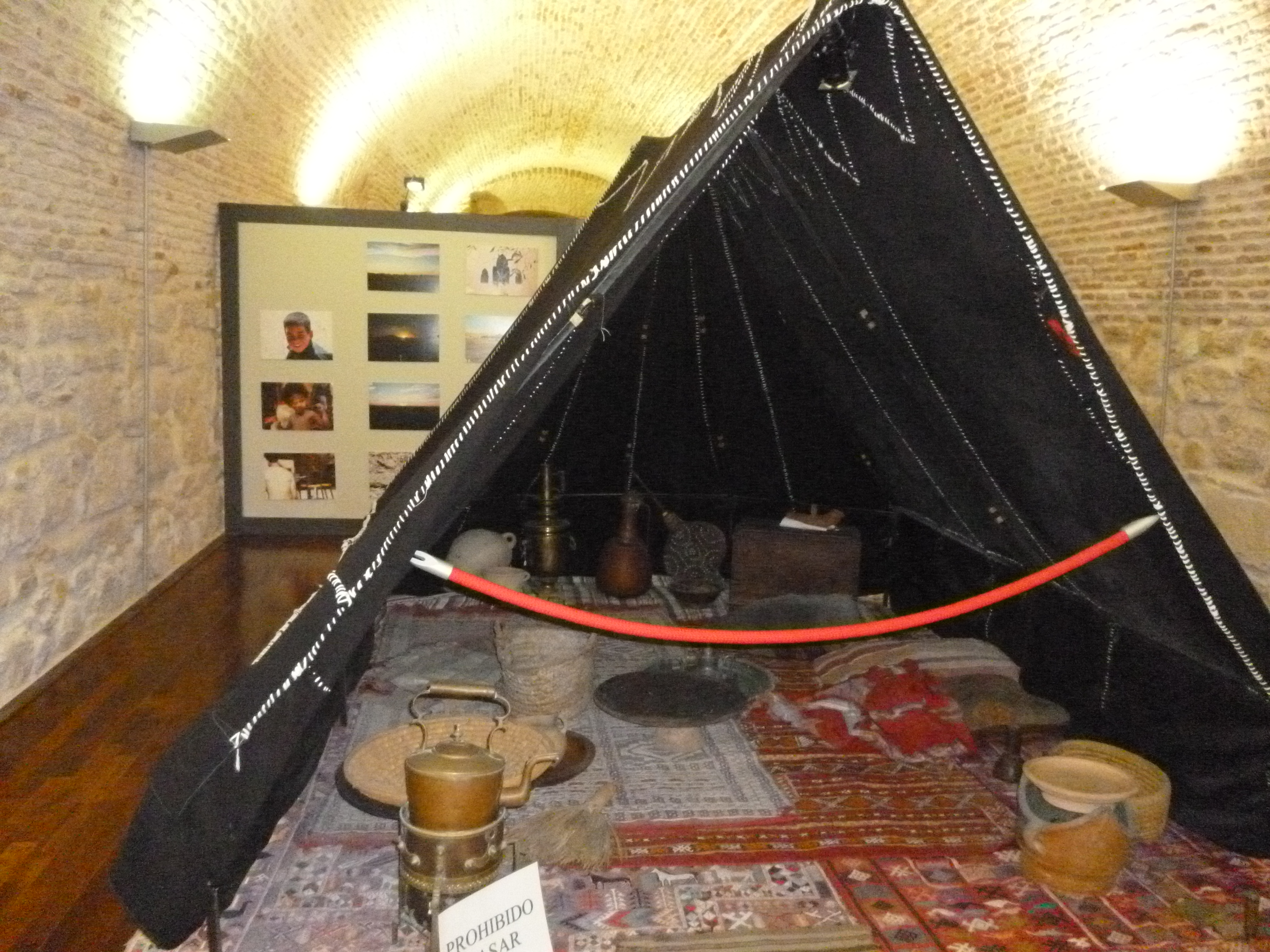
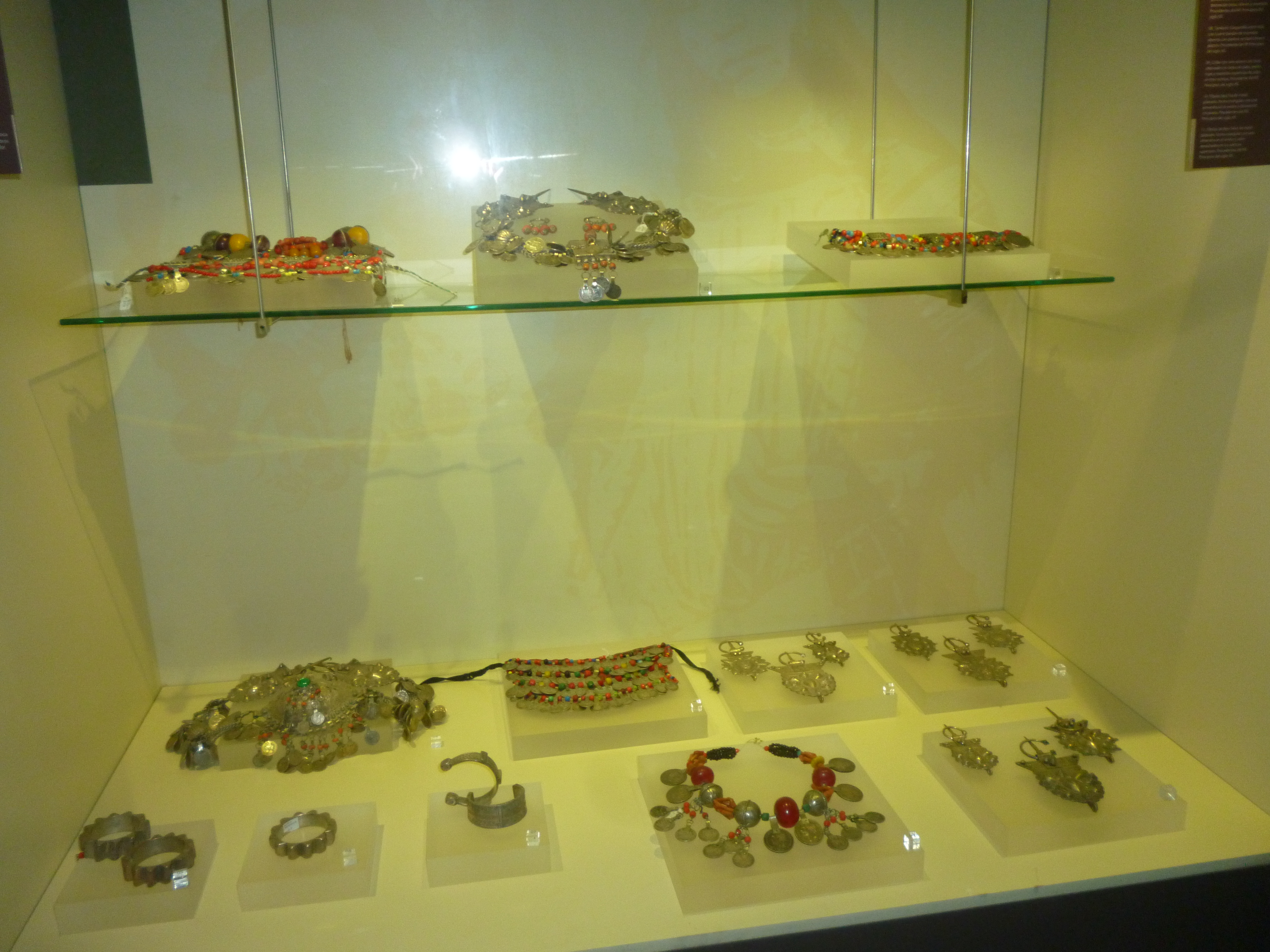
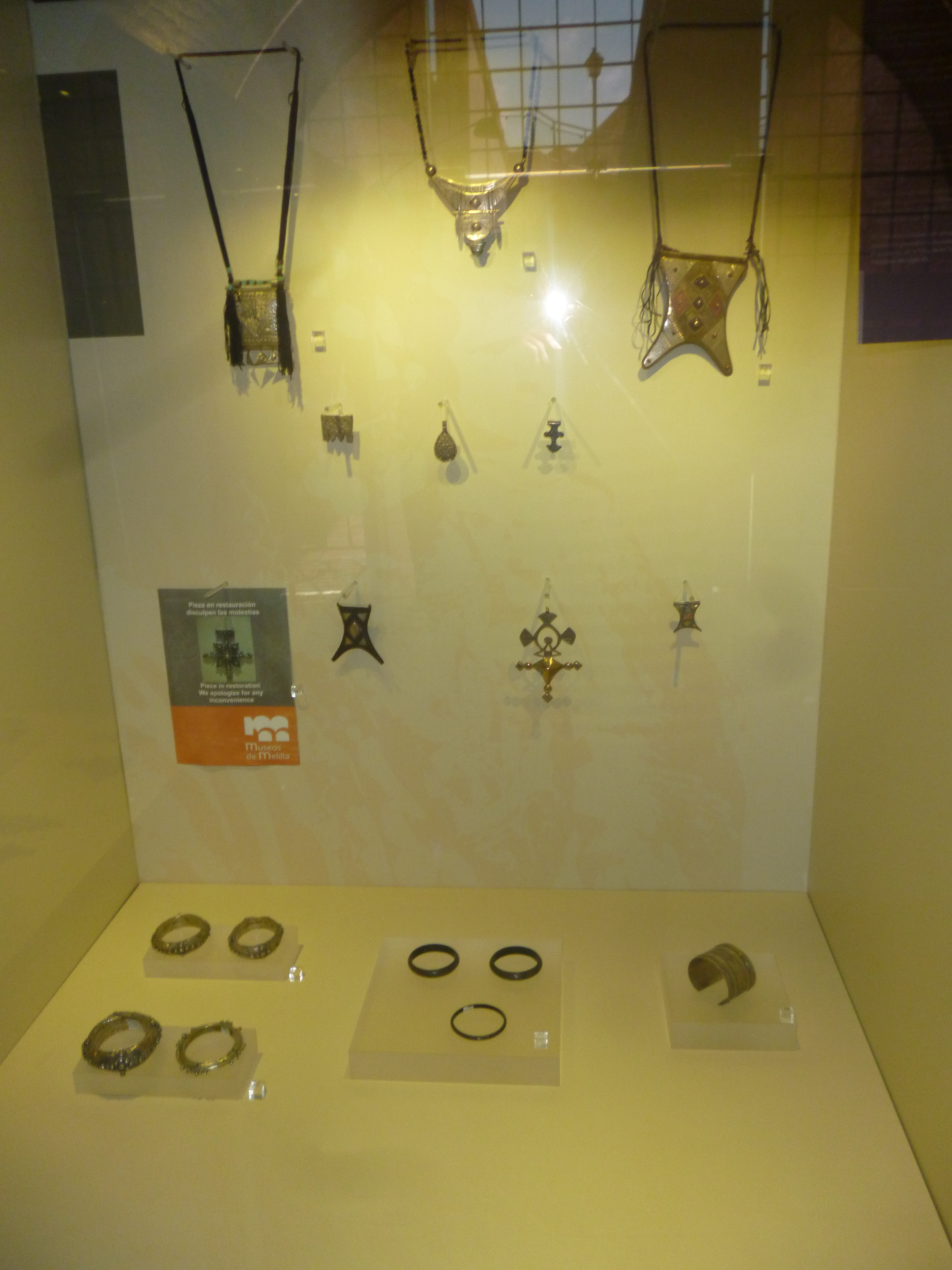
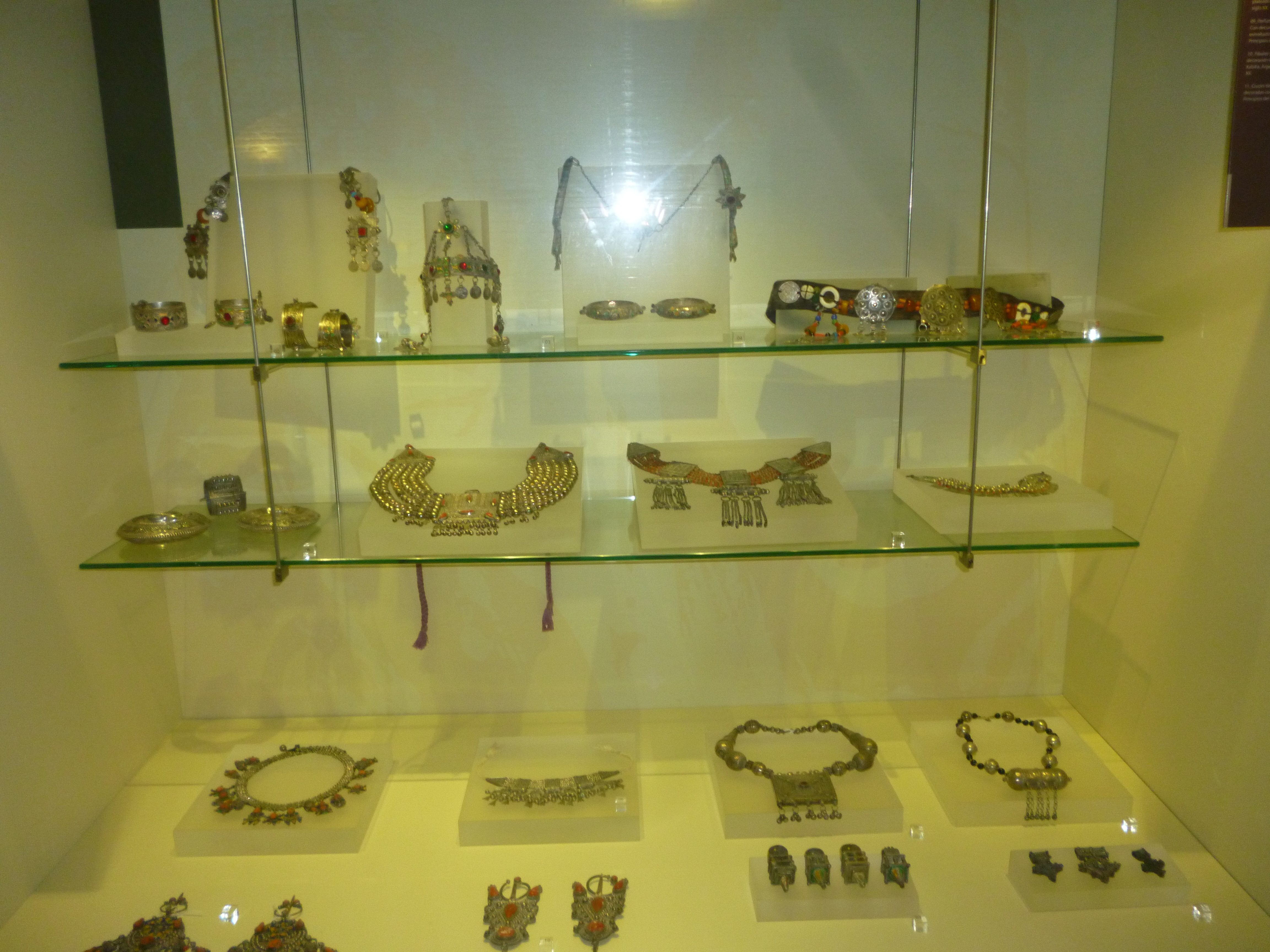

この部門は1階にあり、オル・ザルア・シナゴーグ（ラディーノ語：Esnoga_Or_Zoruah）の復元模型とベルベル人の宝飾品コレクションが目を引く。

### 考古学歴史博物館

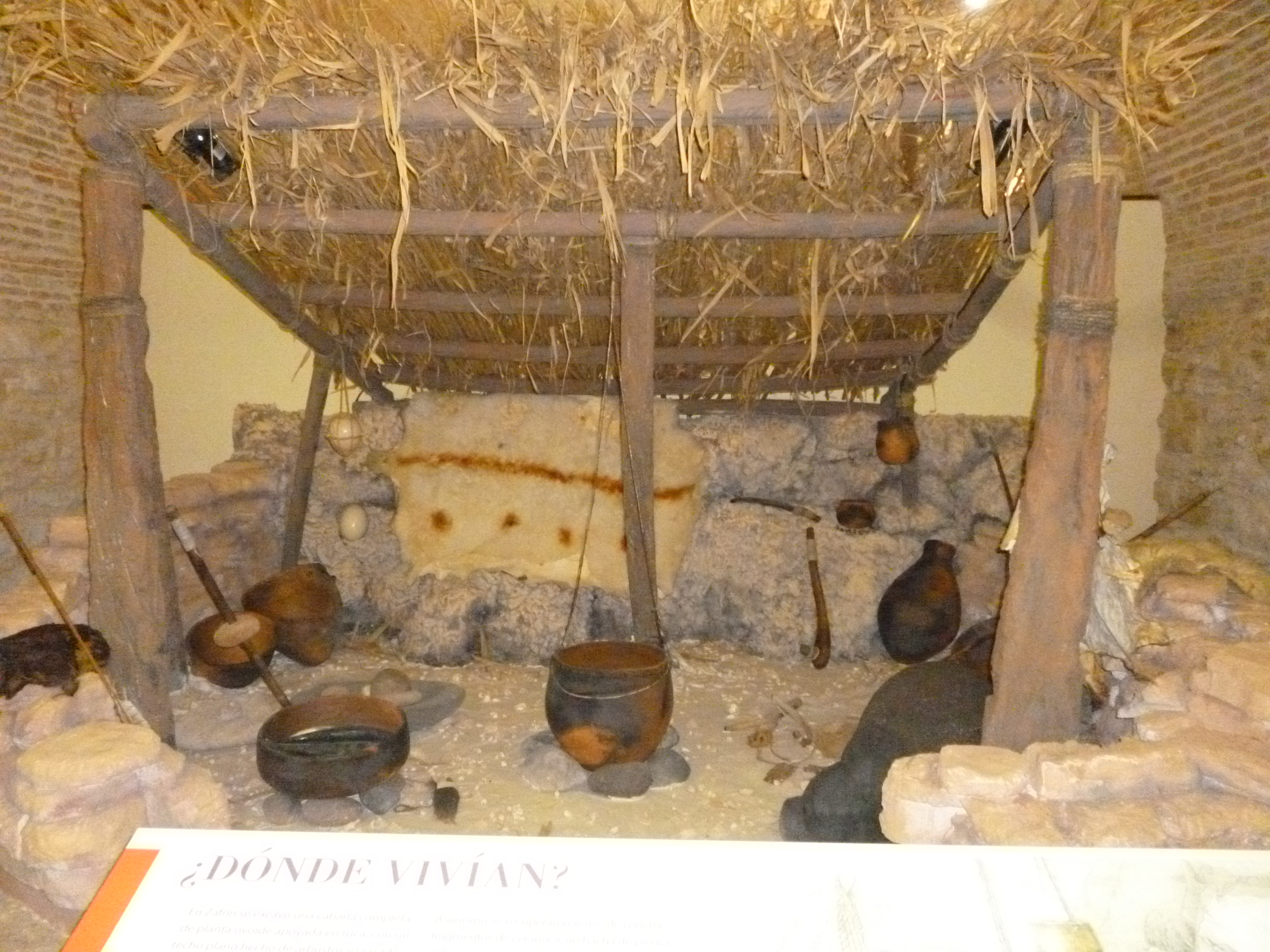
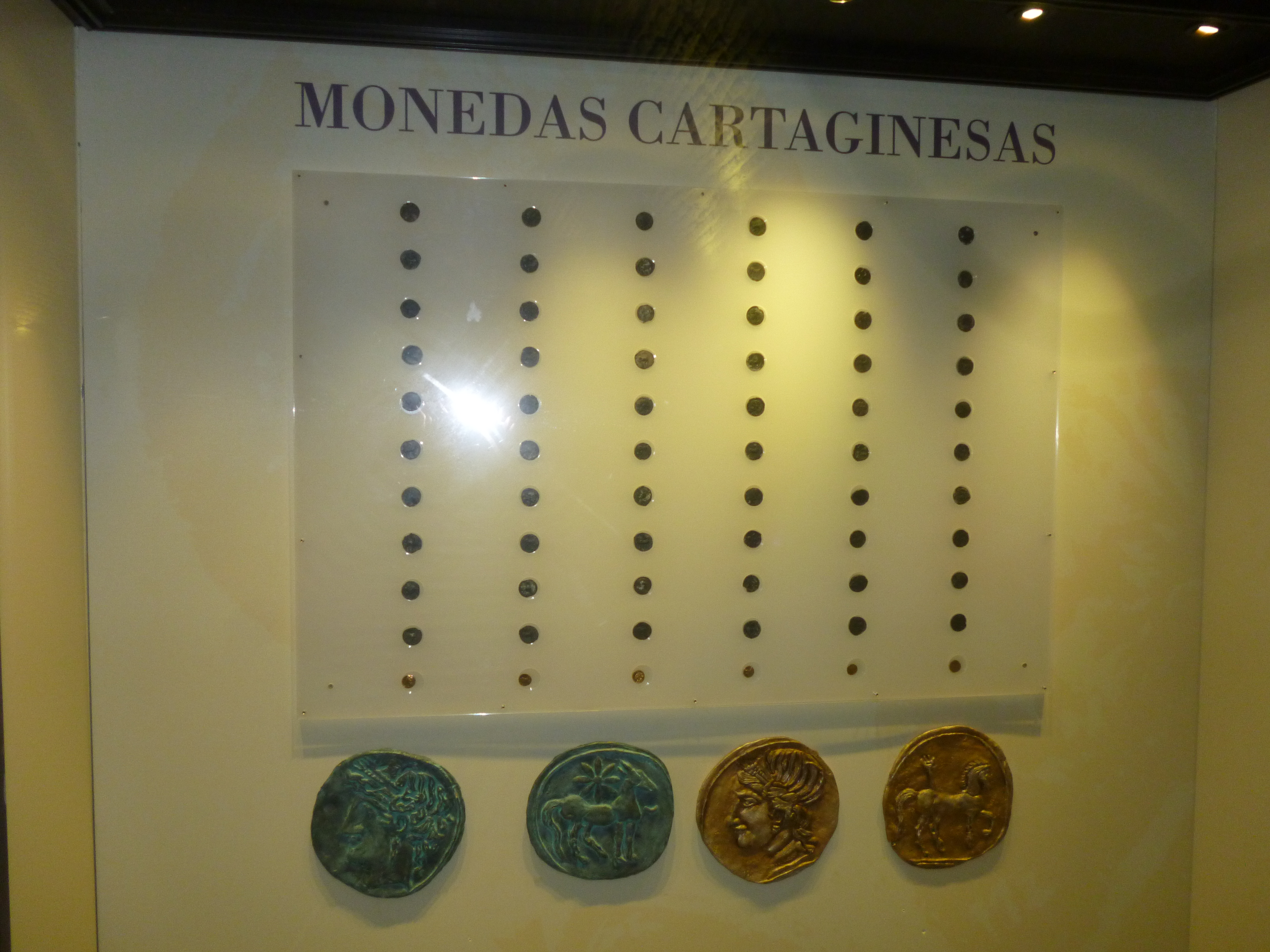
カルタゴの貨幣
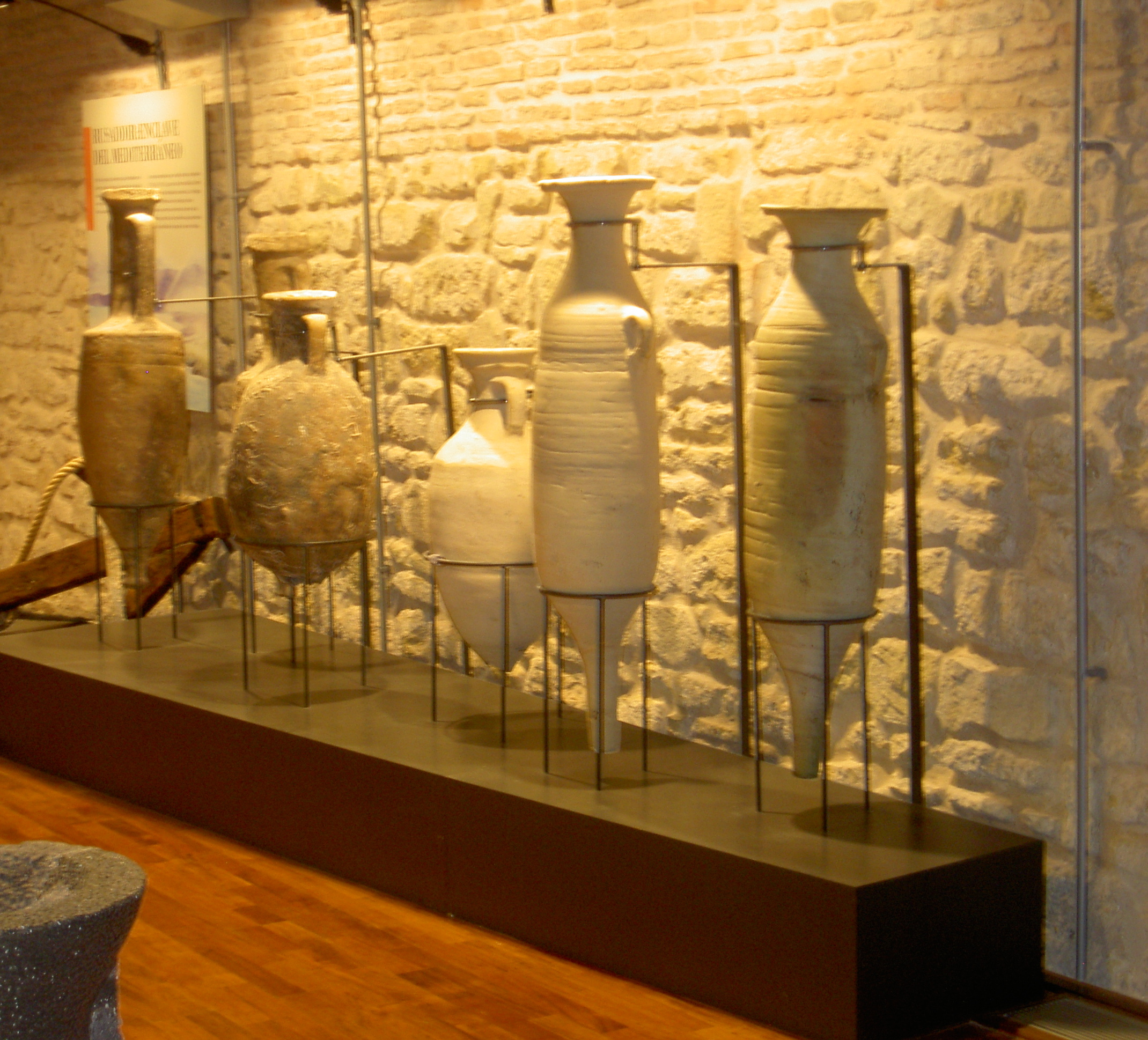

上階に位置するこの部門はチャファリナス諸島に属するコングレソ島の遺跡エル・ザフリーンから出土した陶器やカルタゴの貨幣、ムーア人の墓所の復元模型やムスリムの宝物を収蔵する。軍人で地図製作者のレオン・ヒル・デ・パラシオ（ウィキデータ）が手がけたメリリャ城の巨大な模型は複製を設置し、アルフォンソ13世胸像と『国家（対話篇）』像、そして多数の地図を閲覧できる。

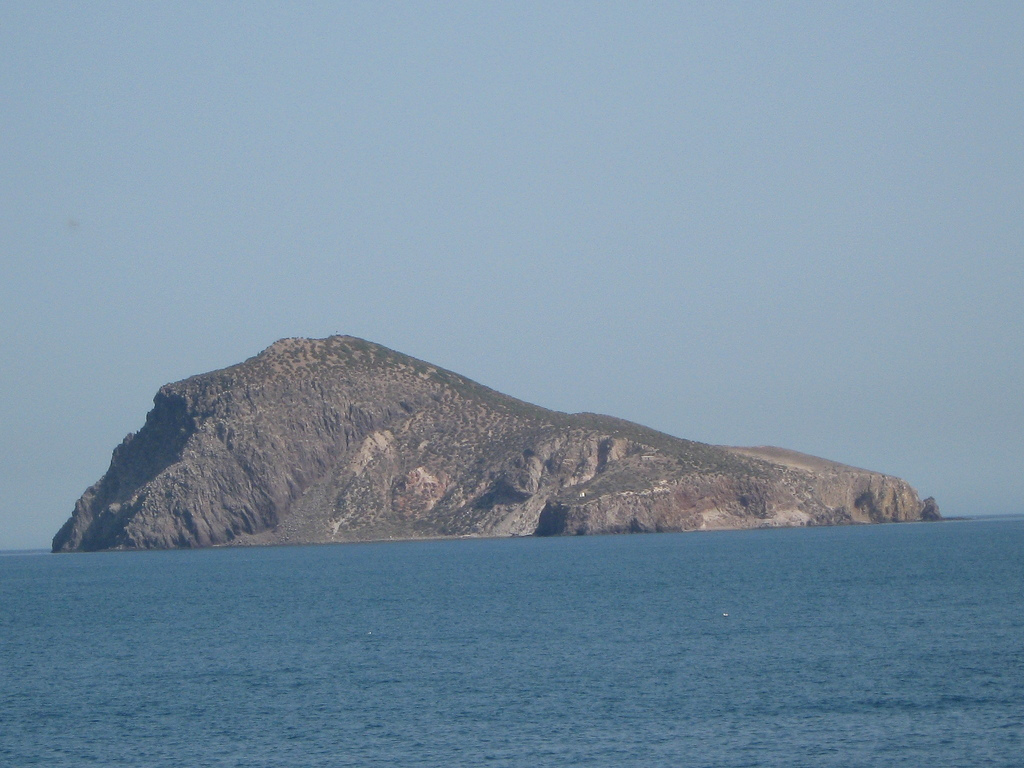
コングレソ島の景観（アグア岬から撮影）